# Parco Ciani
Parco Ciani è il più grande parco della città di Lugano.
Vera e propria oasi verde nel centro città, il parco è luogo di attrazione per abitanti e turisti. Viene considerato tra i parchi più belli della Svizzera per la sua posizione privilegiata in riva al lago, gli alberi imponenti, la grande area giochi e i bei percorsi pedonali che si diramano tra statue (delle quali una raffigura una Desolazione realizzata da Vincenzo Vela), fontane e aiuole fiorite.
Composto di una ricchissima flora subtropicale e vegetazione di tipo mediterraneo (ne sono un esempio palme, arbusti esotici, rose, azalee, magnolie e camelie), si estende su una superficie di oltre 63000 m².

## Storia
Dimora storica costruita in stile neoclassico tra il 1840 e il 1843 per volere dei fratelli Giacomo e Filippo Ciani, membri di una famiglia di origine bleniese basata a Milano almeno dal Settecento, nel 1868 Villa Ciani fu ereditata dal medico milanese Antonio Gabrini (1814-1908) e passata, alla sua morte, alla famiglia milanese Dell'Acqua. Nel 1912 fu rilevata dal Comune di Lugano che adibì il parco a pubblico passeggio e la villa a museo. In seguito alla costruzione dell’attiguo Palazzo dei Congressi (1968), fu demolito il maneggio a pianta poligonale attaccato alla villa. 
Nelle immediate vicinanze del luogo in cui oggi sorge la villa esisteva un antico castello costruito nel 1286 dai Rusca di Como, signori di Lugano, ricostruito nel 1498 da Ludovico Sforza (detto il Moro) e distrutto dagli Svizzeri dopo la sanguinosa conquista della città nel 1517.

## Posizione
Il parco si trova a sud-est del centro storico della città. Esso costeggia il lago, dalla Rivetta Tell fino alla riva destra del Cassarate, di cui ne comprende la foce. Si estende a nord fino a Viale Carlo Cattaneo.

## Attrazioni
In corrispondenza della Foce, un belvedere con tanto di panchine e spiaggetta viene particolarmente apprezzato da chi vuole godersi un po' di relax con vista sul golfo di Lugano. Nel parco è presente un parco giochi oltre che una palestra all’aperto. 
Dal 2018 è presente un Giardino dei Giusti, una prima in Svizzera, in cui degli ulivi appositamente piantati e delle targhe rendono omaggio a sei ticinesi che con le loro coraggiose azioni hanno contribuito a salvare molte persone perseguitate per motivi politici, razziali o religiosi.
Al suo interno hanno inoltre sede:
- la Biblioteca cantonale di Lugano
- il Liceo cantonale di Lugano
- Villa Ciani

Da segnalare infine che a nord-ovest il parco confina con Piazza Castello sede del Palazzo dei Congressi.